# Cherith Baldry
Cherith Baldry (* 21. Januar 1947 in Lancaster) ist eine britische Schriftstellerin. Sie ist Mitglied des Autorenteams Erin Hunter. Unter dem Namen Adam Blade schreibt sie mit anderen Autoren Bücher für die Reihe Beast Quest.

## Leben
Cherith Baldry wuchs in Lancaster nahe dem Lake District auf. Sie studierte an der University of Manchester und am St Anne’s College in Oxford. Anschließend arbeitete sie mehrere Jahre als Lehrerin und als Dozentin an der University of Sierra Leone.
Neben ihrer Mitarbeit im Autorenteam Erin Hunter und an der Reihe Beast Quest schreibt sie Abenteuerromane, Novellen und Kurzgeschichten. Ihr besonderes Interesse gilt Erzählungen um die Artus-Sage. Sie schrieb die Trilogie Eaglesmount (dt. Das silberne Horn) und die Serie Abbey Mysteries. 2002 wurde sie für die Kurzgeschichte Under the Saffron Tree für den British Science Fiction Association Award nominiert.
Cherith Baldry lebt in Reigate. Sie ist verwitwet und hat zwei Söhne.

## Werke
- Abenteuer aus fernen Welten. (Saga of the Six Worlds Series.) Schulte & Gerth, Aslar.
  - Flucht aus Tar-Askar. (Hostage of the Sea. auch bekannt als Rite of Brotherhood.) Aus dem Englischen von Christian Rendel. 1995, ISBN 3-89437-317-2.
  - Die Spur nach Pelidor. (The Carpenter's Apprentice.) Aus dem Englischen von Margit Lang. 1995, ISBN 3-89437-381-4.
  - Kampf um Altara. (Storm Wind.) Aus dem Englischen von Dörthe Schilken. 1996, ISBN 3-89437-390-3.
- Das silberne Horn. (Eaglesmount Trilogy.) Aus dem Englischen von Ursula Höfker. Mit Illustrationen von David Wyatt. Arena, Würzburg 2003.
  - Band 1: Schatten über Quellenland. (The Silver Horn.) ISBN 3-401-05516-X.
  - Band 2: Rätsel um den Adlerstein. (The Emerald Throne.) ISBN 3-401-05517-8.
  - Band 3: Gefahr am Schwarzen See. (The Lake of Darkness.) ISBN 3-401-05518-6.
- Der venezianische Ring. (The Reliquary Ring.) Aus dem Englischen von Irene Bonhorst. Piper, München 2005, ISBN 3-492-26584-7.
- Der Kampf des Phönix (First Hero.) Aus dem Englischen von Ulrich Thiele. Loewe, Bindlach 2012, ISBN 978-3-7855-7063-0 (Die Chroniken von Avantia. Band 1).

Beast Quest (als Adam Blade)
- Band 15: Narga, Monster der Meere. (Narga the Sea Monster.) Aus dem Englischen von Elke Karl. Loewe, Bindlach 2011, ISBN 978-3-7855-7148-4.
- Band 19: Necro, Tentakel des Grauen. (Nixa the Death-Bringer.) Aus dem Englischen von Julia Eckersley. Loewe, Bindlach 2012, ISBN 978-3-7855-7068-5.
- Band 24: Pantrax, Pranken der Hölle. (Stealth the Ghost Panther.) Aus dem Englischen von Sandra Margineanu. Loewe, Bindlach 2012, ISBN 978-3-7855-7494-2.
- Band 29: Paragor, der Teufelswurm. (Trema the Earth Lord.) Aus dem Englischen von Sandra Margineanu. Loewe, Bindlach 2013, ISBN 978-3-7855-7643-4.
- Band 33: Pharox – Albtraum der Dunkelheit. (Fang the Bat Fiend.) Aus dem Englischen von Sandra Margineanu. Loewe, Bindlach 2014, ISBN 978-3-7855-7961-9.
- Band 36: Vespix, Stacheln der Angst. (Vespick the Wasp Queen.) Aus dem Englischen von Sandra Margineanu. Loewe, Bindlach 2014, ISBN 978-3-7855-7964-0.
- Band 42: Rachak, die Frostklaue. (Carnivora the Winged Scavenger.) Aus dem Englischen von Sandra Margineanu. Loewe, Bindlach 2016, ISBN 978-3-7855-8138-4.
- Band 46: Jazurka, Scheusal des Gebirges. (Torno the Hurricane Dragon.) Aus dem Englischen von Sandra Margineanu. Loewe, Bindlach 2017, ISBN 978-3-7855-8485-9.
- Band 51: Karaka, Schwingen der Verdammnis.(Koraka the Winged Assassin.) Aus dem Englischen von Sandra Margineanu. Loewe, Bindlach 2018, ISBN 978-3-7855-8957-1.

- Sonderband 13: Okawa the River Beast. Orchard, London 2016, ISBN 978-1-4083-2928-3.